# Juan Abelardo Mata Guevara
Juan Abelardo Mata Guevara SDB (Manágua, 23 de junho de 1946) é um ministro nicaraguense e bispo católico romano emérito de Estelí.
Depois dos estudos religiosos no aspirante dos Salesianos de Dom Bosco em San Salvador, Juan Abelardo Mata Guevara entrou no noviciado da comunidade religiosa em 1965 e emitiu os primeiros votos religiosos em 8 de dezembro de 1966. Após completar seus estudos teológicos no Instituto Teológico Salesiano de Guatemala, foi ordenado sacerdote em 15 de agosto de 1976. Seguiram-se estudos bíblicos no Pontifício Instituto Bíblico de Roma.
Em 13 de fevereiro de 1988, o Papa João Paulo II o nomeou bispo auxiliar na Arquidiocese de Manágua e bispo titular de Coeliana. O Arcebispo de Manágua, Cardeal Miguel Obando Bravo SDB, concedeu sua consagração episcopal em 16 de março de 1989 em Manágua. Os co-consagradores foram o Núncio Apostólico na Nicarágua, Arcebispo Paolo Giglio, e o Arcebispo de San Salvador, Arturo Rivera y Damas SDB.
Em 6 de março de 1990, o Papa João Paulo II o nomeou bispo de Estelí, sucedendo ao bispo Rubén López Ardón. A inauguração ocorreu em 5 de abril de 1990. Seu brasão episcopal traz o lema Me hice todo para todos (Tornei-me tudo para todos) (1 Cor 9.22 UE).
De 1999 a 2002 foi Secretário Geral, então Vice-Presidente da Conferência Episcopal da Nicarágua (CEN). Nessa função, ele alertou em setembro de 2009 sobre uma nova onda de violência na Nicarágua se a oposição não se unir. Tanto o presidente da Nicarágua, Daniel Ortega, quanto o bispo auxiliar da Arquidiocese de Manágua, Silvio Baez Ortega OCD, criticaram essas declarações na época como interferência da Igreja na política. Depois que o presidente Ortega anunciou sua candidatura renovada na primavera de 2011, embora isso contradissesse a constituição, o bispo acusou os políticos envolvidos: "A triste verdade é que, para quem está no poder, a Constituição é apenas um pedaço de papel higiênico."
O Papa Francisco aceitou sua aposentadoria em 6 de julho de 2021.